# Txai Surui
Txai Surui ou Txai Suruí (dont le prénom se prononce Tchaï), est une juriste du peuple Suruí du Rondônia et du Mato Grosso (où les personnes se désignent plutôt comme Paiter (ce qui signifie « vraies personnes, nous-mêmes », dans le paiter-suruí, une langue de la famille linguistique Mondés et du groupe linguistique Tupi). Ce peuple vit en Amazonie, dans l'État de Rondônia. 
Txai Suruí s'est fait connaitre dans le monde en prononçant l'un des discours introductif à la COP26 à Glasgow en 2021 (d'autres militantes invitées étaient Brianna Fruean, militante pour le climat samoane...). Txai Surui a ainsi parlé à La Tribune de l'ONU, à l'âge de 24 ans. À cette occasion, elle a aussi pu rencontrer de nombreux ministres et autres décideurs de différents pays pour faire valoir le point de vue la justice climatique. Elle est née au cœur de l'Amazonie dans l’État brésilien de Rondônia, et est la fille d'un chef de tribu Paiter-Suruí, figure connue de la lutte contre la déforestation de l'Amazonie et d'une mère également militante de l'environnement. 

## Éléments de biographie
Txai Surui, de son vrai nom Walelasoetxeige Paiter Bandeira Suruí, est née en 1997. Elle est la fille de : 
- Almir Narayamoga Surui, élu chef de son village (Lapetanha) en 1992 (année du premier Sommet de la Terre) et premier amérindien Suruí à avoir pu aller se former à l'Université  (à Goiana), dans le domaine de la biologie ;
- Ivaneide Bandeira Suruí, Neidinha, également militante pour la défense de l'environnement, dont au sein de l'Association de défense ethno-environnementale « Kanindé »)[4].

Le père de Txai Surui a découvert l'Internet à l'Université. Comprenant l'intérêt du Web2.0  pour porter la parole de son peuple et plus largement des peuples de l'Amazonie, il a acquis et rapporté un ordinateur dans sa tribu (Peuple Paiter-Suruí), utilisant peu à peu les médias et les réseaux sociaux pour relayer ses appels dans au moins 27 pays et pour- via un partenariat avec Google Earth- mieux surveiller à partir de l'imagerie satellite le feux et le déboisement illégaux (notamment niés par Bolsonaro qui les a par ailleurs lui-même encouragé),. Il a ainsi pu relativement préserver le territoire de sa tribu, mais ses dénonciations du bucheronnage illégal et d'autres formes de déforestation (élevage bovin, culture du soja OGM...), du braconnage, des impacts de l'industrie minière ou de l'orpaillage artisanal, et d'autres atteintes aux écosystèmes lui ont valu de nombreuses menaces de morts, le visant lui et sa famille. En 2007, après une prime offerte pour sa mort au Brésil, il a pu, avec sa famille se réfugier aux États-Unis, avec l'aide de l'ONG Amazon Conservation Team. Il a ensuite poursuivi son combat pour la forêt et les peuples autochtones. 
En Europe, il a notamment (en mai 2019) rencontré l'ex-secrétaire d’État au numérique Mounir Mahjoubi et les députés, les alertant sur l'accélération de la déforestation depuis la présidence de Bolsonaro (janvier 2019),.
Txai Surui, qui se dit « aussi indigène que brésilienne », a été encouragée par ses parents à faire des études longues, et elle s'est inscrite à la faculté de droit de Porto Velho, avant même qu'elle ait fini ses études secondaires.

## Activité associative
Txai Surui a créé une association de jeunes pour la défense de l'environnement amazonien et des droits des peuples autochtones. Selon elle, « Sauver l'Amazonie, c'est sécuriser la vie humaine elle-même ».
Comme de nombreux représentants des populations amazoniennes, elle s’inquiète des conséquences de la pandémie de Covid-19 au sein des tribus qui sont très vulnérable aux afflictions respiratoires, et souvent éloignées des centres médicaux.

## Action en justice contre le gouvernement brésilien
En avril 2021, Txai Surui, accompagnée de cinq de ses amis, porte plainte devant le tribunal de São Paulo contre l’État brésilien pour non-respect de l'Accord de Paris sur le climat. Cette plainte, soutenue par huit anciens ministres de l’écologie, a pour objectif de faire annuler un texte, présenté quelques mois plus tôt, autorisant le Brésil à émettre plus de gaz à effets de serre en 2030 que ce qu’il avait promis en 2015. 
Comme son père, elle reçoit des menaces de mort et des messages de haine et la police doit assurer sa sécurité. 

## Cop26
Pour la première fois, à la suite d'un vœu du Congrès mondial de l'Union internationale pour la conservation de la nature  (UICN) émis en 2021 à Marseille en France, un statut spécifique et officiel a été accordé à des représentants des peuples autochtones, et c'est la première fois qu'une COP accueille une délégation de représentants des peuples autochtones numériquement aussi importante. mais Txai souhaite que les populations indigènes soient plus intimement associées aux négociations pour le climat. 
Elle était déjà présente à la COP25 (avec un petit groupe d'amérindiens amazoniens) mais sans avoir pu s'exprimer devant l'assemblée. En novembre 2021, bien qu'invitée à la dernière minute, elle s'est rendue à la COP26, où elle a cette fois été invitée à prononcer un discours introductif devant les diplomates de plus de 190 pays, alors qu'elle finissait ses études universitaires de Droit, à l'âge de 24 ans. 
Elle y a notamment cité le meurtre d'Ari Uru-Eu-Wau-Wau, son ami d'enfance et gardien indigène assassiné en 2020 pour avoir protégé la nature et rappelé que son peuple vit en Amazonie depuis au moins 6 000 ans et que son père lui a appris à « écouter les étoiles, la lune, le vent, les animaux et les arbres (...) aujourd'hui, le climat se réchauffe. Les animaux disparaissent. Les rivières meurent et nos plantes ne fleurissent plus comme avant (...) la  Terre parle. Elle nous dit que nous n'avons plus le temps ». Elle implore les dirigeants internationaux à adopter une nouvelle approche, plus rapide, pour réduire les émissions de carbone et le réchauffement climatique.
Les jours suivants, durant plus d'une semaine, habillée du costume traditionnel de son village, la tête ornée d'une couronne de courtes plumes, Txai Surui a pu s'entretenir avec des ministres de pays riches qui ont souhaité la rencontrer, recevant même des appels du Vatican. 
Le président Jair Bolsonaro (qui n'a pas souhaité se déplacer à Glasgow) a critiqué son discours, qui a suscité des messages de haine, racistes notamment envoyé à Txai Surui via les réseaux sociaux. Comme son père et pour les mêmes raisons, la jeune militante est régulièrement menacée de mort. Dans l'enceinte même de la COP26, peu après qu'elle soit descendue de la tribune pour une interview, un homme arborant le badge de la délégation officielle du gouvernement brésilien a tenté de l'interrompre en lui menaçant qu'elle ne devrait pas dire du mal du Brésil.
Elle a à son tour dénoncé ces mesures d'intimidations : « C'était de l'intimidation. C'était très inconfortable. Ils ne veulent pas qu'on rapporte la réalité de ce qui se passe, ils veulent prétendre que cela n'existe pas » a-t-elle expliqué à DW Brasil, rappelant que les territoires indigènes restent sans cesse envahis et que la déforestation progresse et s’accélère en Amazonie. Elle a aussi déploré les critiques émises par le président Jair Bolsonaro en réponse à son discours devant le sommet climatique de l'ONU, ainsi que les messages de haines qu'elle a reçu, ajoutant : « Je n'ai pas peur car ce que vivent les peuples autochtones au Brésil est bien plus dangereux que les messages sur internet » ; rappelant aussi que quand elle rentrera au Brésil, elle aura besoin d'une protection, car « l’État dans lequel je vis est un des bastions de Bolsonaro et les défenseurs des droits de l'homme et de l'environnement y sont en danger (…) Le gouvernement brésilien mène une politique meurtrière ». Elle en donne pour exemple le fait que dans l'aire protégée où vivent les Surui, à Sete de Setembro, plus de 6 000 têtes de bétail paissent illégalement sur les terres indiennes ; les Surui doivent sans cesse surveiller leur territoire où les invasions sont fréquentes.

« Mais parler de l'Amazonie, c'est aussi parler d'une situation mondiale (…) Les peuples autochtones souhaitent recevoir de l'aide (…) sans violer notre souveraineté », a-t-elle précisé.
Elle considère que l'objectif de limiter le réchauffement climatique « à 1,5 °C en 2100 » comme le l'exige l'Accord de Paris de 2015, ne peut être atteint sans l'aide des peuples autochtones, notamment parce qu'ils connaissent, dépendent et protègent les écosystèmes forestiers.
Réunis dans la plus grande délégation autochtone jamais vue lors d'une conférence sur le climat, les dirigeants font avancer la discussion et exigent le respect des droits autochtones. "C'est nous qui préservons la forêt", argumente la jeune femme

### Vidéographie
- « Indigenous activist Txai Suruí's full speech at COP26 (anglais sous-titré) » (consulté le 14 novembre 2021)